# Anthemiphyllia macrolobata
Espèce
Anthemiphyllia macrolobata Cairns, 1999, est une espèce de coraux appartenant à la famille des Anthemiphylliidae.

## Habitat et répartition
On trouve ce corail à 369 m et jusqu'à 650 m.